# Cordyline indivisa
Cordyline indivisa là một loài thực vật có hoa trong họ Măng tây. Loài này được (G.Forst.) Endl. mô tả khoa học đầu tiên năm 1836.

## Hình ảnh

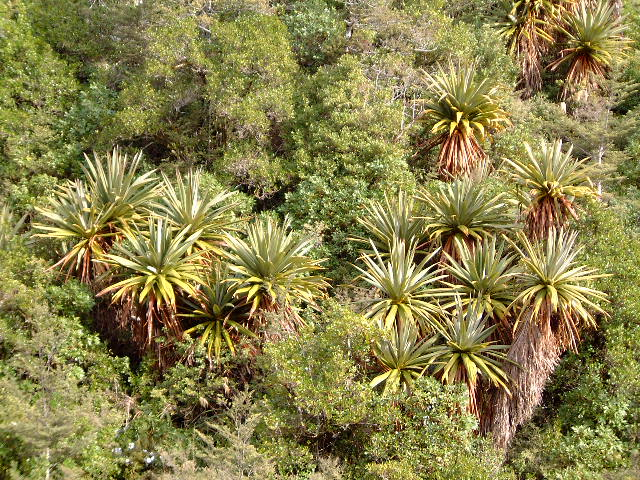
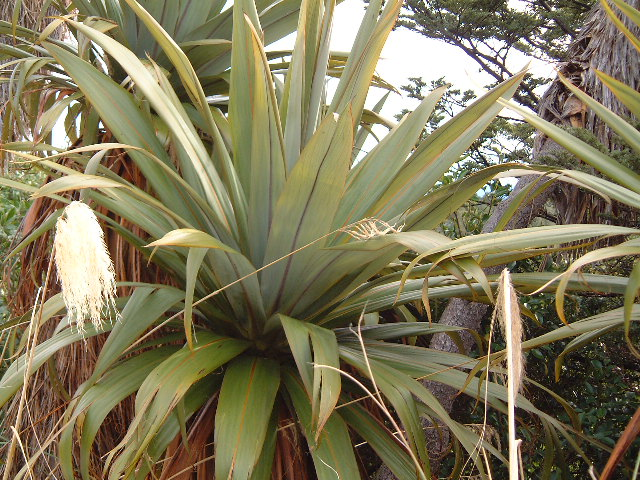
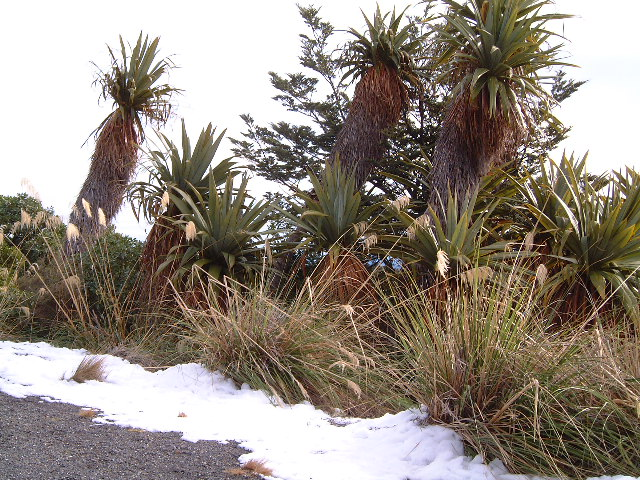
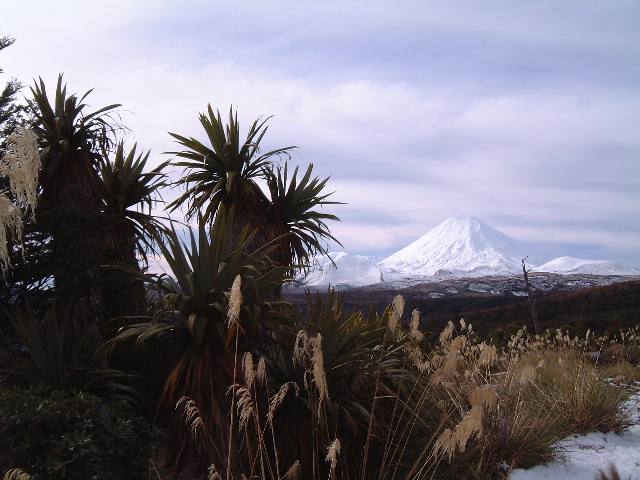